# Cerro Santa Inés
Cerro Santa Inés är ett berg i Chile.   Det ligger i provinsen Provincia de Choapa och regionen Región de Coquimbo, i den centrala delen av landet, 160 km nordväst om huvudstaden Santiago de Chile. Toppen på Cerro Santa Inés är 670 meter över havet.
Terrängen runt Cerro Santa Inés är kuperad åt sydost, men åt nordväst är den platt. Havet är nära Cerro Santa Inés åt nordväst. Runt Cerro Santa Inés är det ganska glesbefolkat, med 23 invånare per kvadratkilometer.. Närmaste större samhälle är Pichidangui, 4,1 km nordväst om Cerro Santa Inés.
Trakten runt Cerro Santa Inés består i huvudsak av gräsmarker.